# Окулярник білогузий
Окулярник білогузий (Zosterops borbonicus) — вид горобцеподібних птахів родини окулярникових (Zosteropidae). Ендемік Реюньйону. Раніше вважався конспецифічним з попелястим окулярником, який мешкає на Маврикії.

## Опис
Довжина птаха становить 9,5 см. Забарвлення птаха сіро-коричневе, нижня частина тіла світліша, гузка біла. Навколо очей білі кільця. Очі карі, лапи чорні.

## Підвиди
Виділяють три підвиди:
- Z. b. alopekion Storer & Gill, FB, 1966 — центральне нагір'я;
- Z. b. borbonicus (Pennant, 1781) — північні і східні схили;
- Z. b. xerophilus Storer & Gill, FB, 1966 — західне узбережжя.

## Поширення і екологія
Білогузі окулярники живуть в рівнинних і гірських тропічних лісах, чагарникових заростях, в садах і на плантаціях. Це один з небагатьох ендемічних видів Реюньйону, який пристосувався до життя поряд з людиною.

## Поведінка
Білогузі окулярники харчуються комахами, плодами і нектаром. Вони є важливими запилювачами деяких орхідей, зокрема Angraecum striatum, або ендемічних Trochetia. Живуть невеликими зграйками з 6-20 птахів. сезон розмноження триває під час південного літа. Гніздо чашоподібне, в кладці 2-4 блакитнуватих яйця.

## Збереження
МСОП класифікує цей вид як такий, що не потребує особливих заходів зі збереження. це досить поширений вид птахів в межах свого ареалу. За оцінками дослідників, популяція білогузих окулярників складає від 100 до 500 тисяч птахів.